# Nickelodeon (film)
Nickelodeon is een Brits-Amerikaanse filmkomedie uit 1976 onder regie van Peter Bogdanovich.

## Verhaal
Leo Harrigan ontmoet op een dag een filmproducent, die hem uitnodigt scenario's voor hem te schrijven. Al gauw wordt hij tot regisseur gepromoveerd. Hij draait verschillende stomme films met een klein groepje acteurs. Zijn concurrent Buck Greenway tracht zijn werk echter te saboteren.

## Rolverdeling
| Acteur         | Personage          |
| -------------- | ------------------ |
| Ryan O'Neal    | Leo Harrigan       |
| Burt Reynolds  | Buck Greenway      |
| Tatum O'Neal   | Alice Forsyte      |
| Brian Keith    | H.H. Cobb          |
| Stella Stevens | Marty Reeves       |
| John Ritter    | Franklin Frank     |
| Jane Hitchcock | Kathleen Cooke     |
| Jack Perkins   | Michael Gilhooley  |
| Brion James    | Deurwaarder        |
| Sidney Armus   | Rechter            |
| Joe Warfield   | Advocaat           |
| Tamar Cooper   | Edna Mae Gilhooley |
| Alan Gibbs     | Hooligan           |
| Mathew Anden   | Hecky              |
| Lorenzo Music  | Mullins            |